# Mesotype infravirgata
Mesotype infravirgata là một loài bướm đêm trong họ Geometridae.